# Связанные руки
«Связанные руки» (англ. Tied Hands, ивр. ידיים קשורות‎ Yadaim Kshurot) — драма израильского режиссёра Дана Вольмана 2006 года.

## Сюжет
В кинокартине повествуется о сложных отношениях между матерью и сыном-геем, умирающим от СПИДа. Сюжет фильма является аллюзией рассказа Ханса Кристиана Андерсена «Прекраснейшая роза в мире», в котором принц должен пуститься в поиски за розой, чтобы исцелить умирающую мать, однако в фильме режиссёр меняет героев ролями и мать должна пуститься в поиски средства, которое уменьшат страдания сына. На улицах Тель-Авива старые воспоминания обретают жизнь и ломают привычную картину мира, гнездо иллюзий, в которых мать прожила всю свою жизнь.

## В ролях
| Актёр         | Роль |
| ------------- | ---- |
| Гила Альмагор |      |
| Идо Тадмор    |      |
| Нели Тагар    |      |

## Награды
- Иерусалимский кинофестиваль: Специальный приз 2006
- Кинофестивале Палм-Бич: Лучший фильм 2007, лучшая актриса 2007[1]